# Heli Rantanenová
Heli Rantanenová (* 26. ledna 1970, Lammi) je bývalá finská atletka, olympijská vítězka v hodu oštěpem.
Při svém prvním startu na mistrovství světa v roce 1991 se v soutěži oštěpařek umístila na devátém místě. O rok později na olympiádě v Barceloně skončila ve finále v hodu oštěpem na šestém místě. Životního úspěchu dosáhla na olympiádě v Atlantě v roce 1996, kde zvítězila výkonem 67,94 m.